# Acidiella japonica
Acidiella japonica är en tvåvingeart som först beskrevs av Friedrich Georg Hendel 1927.  Acidiella japonica ingår i släktet Acidiella och familjen borrflugor. Inga underarter finns listade i Catalogue of Life.